# Cros-de-Montvert
Cros-de-Montvert település Franciaországban, Cantal megyében. Lakosainak száma 192 fő (2022. január 1.). Cros-de-Montvert Arnac, Pleaux, Rouffiac, Saint-Santin-Cantalès, Saint-Cirgues-la-Loutre és Saint-Julien-aux-Bois községekkel határos.

## Népesség
A település népességének változása:
| Lakosok száma | 370  | 253  | 261  | 221  | 203  | 201  | 194  | 189  | 187  | 192  |
|               | 1968 | 1982 | 1990 | 2006 | 2013 | 2015 | 2017 | 2019 | 2020 | 2022 |